# Zámek Hetzendorf
Zámek či palác Hetzendorf je barokní budova stojící ve čtvrti Meidling, na západním okraji Vídně. Zámek využívala především rakouská císařská rodina.

## Dějiny

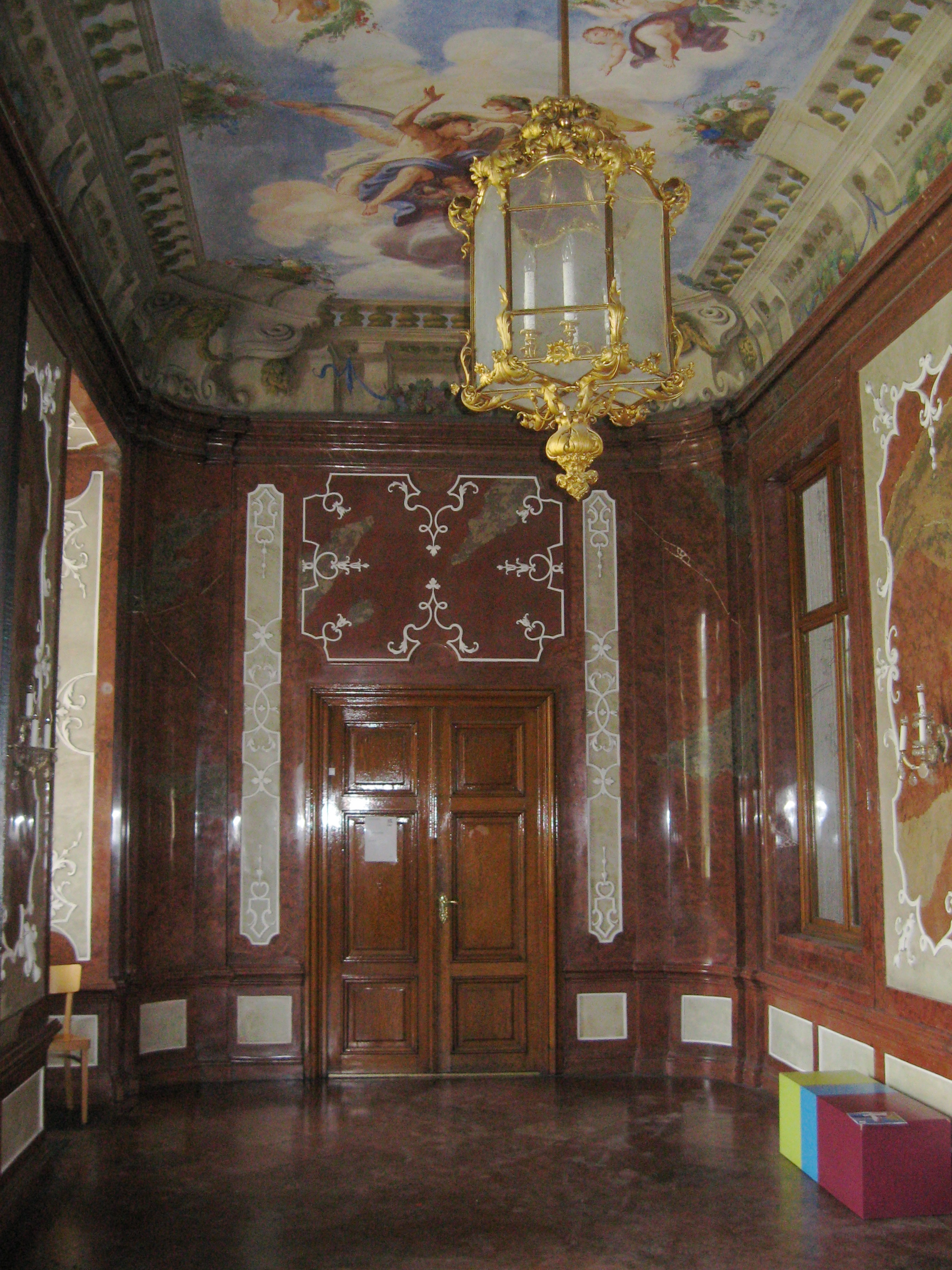
Sala terrena hetzendorfského zámku

Stavba původně sloužila jako lovecký pavilon a v roce 1694 byla přestavěna podle návrhu architekta Johanna Lucase von Hildebrandta.
Roku 1742 zámek Hetzendorf zakoupila císařovna Marie Terezie a o rok později pověřila architekta Nicolò Pacassiho rozšířením stavby pro účely vdovské rezidence pro císařovnu matku Alžbětu Kristýnu. Několik věhlasných umělců jako Daniel Gran, Lorenzo Mattielli nebo Carlo Innocenzo Carloni vytvořili uměleckou výzdobu – nástropní fresky. Una delle caratteristiche principali del palác è la sala d'ingresso.
Palác sloužil jako residence mnohým členům císařské rodiny, mezi nimi například císaři Josef II., František II. a poslední rakouský císař a český král, Karel I. společně se svou manželkou, císařovnou Zitou.
V zámku roku 1801 skonal Maxmilián František Habsbursko-Lotrinský kníže-biskup kolínský a roku 1814 neapolská královna Marie Karolína Habsbursko-Lotrinská.
Rakouská republika v roce 1918 palác znárodnila. V současné době v budově sídlí módní škola, a zpravidla není veřejnosti přístupná.
Od roku 2005, během Festivalu zahradnictví, park (jinak veřejnosti nepřístupný), se jednou do roka otevírá pro milovníky zahrad.